# Edward Dyer
Sir Edward Dyer (octubre de 1543 - mayo de 1607) fue un cortesano y poeta inglés.

## Vida
Hijo de Sir Thomas Dyer, Kt., nació en Sharpham Park, Glastonbury, Somerset. Fue educado, según Anthony Wood, en Balliol College, Oxford o en Broadgates Hall (más tarde Pembroke College, Oxford), y se fue después de obtener un título. Tras una temporada en el extranjero, se presentó en la corte de Isabel I. Su primer mecenas fue Robert Dudley, conde de Leicester, quien parece haber pensado en presentarlo como rival de Sir Christopher Hatton por el favor de la reina. Gabriel Harvey lo menciona, junto con Sir Philip Sidney, como uno de los ornamentos de la corte. Sidney, en su testamento, legó sus libros a partes iguales entre Fulke Greville y Dyer. Fue nombrado administrador de Woodstock en 1570.
Isabel lo contrató en una misión (1584) en los Países Bajos y en 1589 fue enviado a Dinamarca. En una comisión para investigar las mansiones injustamente enajenadas de la corona en el oeste del país, no agradó del todo a la reina, pero aun así recibió una concesión de algunas tierras confiscadas en Somerset en 1588. Fue devuelto como miembro del Parlamento por Somerset en 1589 y 1593.
Fue nombrado caballero y Canciller de la Orden de la Jarretera en 1596. William Oldys dijo de él que "no se rebajaría a adular", y algunos de sus versos parecen mostrar que no le gustaban las presiones de la vida en la corte. Bajo Jaime I perdió la administración de Woodstock alrededor de 1604.
Murió en 1607 y fue enterrado en el presbiterio de San Salvador, Southwark, el 11 de mayo de 1607 (21 de mayo N.S.). La administración de su patrimonio recayó en su hermana Margaret.

## Obra
Wood dice que muchos pensaban que Dyer era un rosacruz y que creía firmemente en la alquimia, aunque es dudoso que existiera un movimiento rosacruz organizado durante su vida. Tuvo una gran reputación como poeta entre sus contemporáneos, pero muy poca de su obra ha sobrevivido. George Puttenham, en Arte of English Poesie, habla del "Maestro Edward Dyar, para la Elegía más dulce, solemne y engreída". Uno de los poemas que alguna vez fue universalmente aceptado como suyo es "My Mynde to me a kingdome is", que Steven W. May considera posiblemente escrito por Edward de Vere, decimoséptimo conde de Oxford.
Entre los poemas del Helicon de Inglaterra (1600), firmado S.E.D. e incluido en Dr A.B. La colección de Grosart de las obras de Dyer (Miscellanies of the Fuller Worthies Library, vol. IV, 1876) es la encantadora pastoral "My Phillis hath the Morninge Sunne", pero proviene de Phillis de Thomas Lodge. Grosart también imprime un tratado en prosa titulado La oración de la nada (1585). Las Sixe Idillia de Teócrito, consideradas por John Payne Collier entre las obras de Dyer, estaban dedicadas a él, no escritas por él.
En 1943, Alden Brooks propuso a Sir Edward Dyer como candidato en la cuestión de la autoría de Shakespeare en su libro Will Shakspere and the Dyer's Hand.